# Washington Pass
Washington Pass (5477 feet/1669 m ü. M.) und Rainy Pass (4875 feet/1486 m ü. M.) sind zwei benachbarte Gebirgspässe, die im nördlichsten Teil der Kaskadenkette vom Highway der Washington State Route 20 von West nach Ost überquert werden.  Der Rainy Pass liegt etwa sieben Kilometer westlich vom Washington Pass.  Wie der Name „Rainy Pass“ sagt, ist die Kaskadenkette äußerst niederschlagsreich; wegen der starken Schneefälle (bis zu sechs Meter) und der Lawinengefahr ist die Straße im Winter gesperrt. Als Verbindung von der Westküste Washingtons nach Osten in das Einzugsgebiet des Columbia River wurde der Highway erst spät, 1972, fertiggestellt, davor wurden die Pässe nur von Indianern und Trappern begangen.
Am Rainy Pass überquert der von Norden nach Süden verlaufende Weitwanderweg den Highway. Vom Washington Pass wurde 1978 eine kurze Stichstraße, der Washington Pass Overlook Trail, nach Norden zu einem Aussichtspunkt  gebaut. Von hier überblickt man die Berggruppe Liberty Bell Mountain und den Verlauf des Highway nach Osten.  Der Washington Pass ist auch Ausgangspunkt für die Zustiege zu den Kletterrouten an der Liberty Bell.

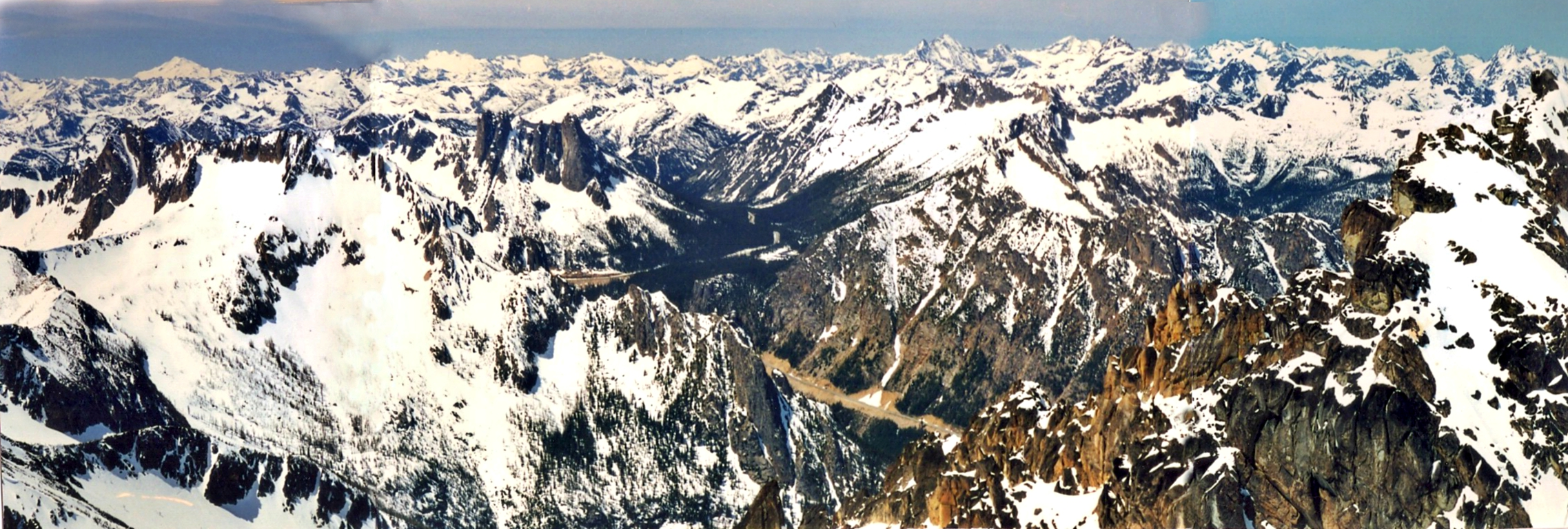
Washington Pass in Bildmitte, links darüber Liberty Bell Mountain